# Govern i política d'Israel

L'Estat d'Israel és una república parlamentària formada pel poder legislatiu, l'executiu i el judicial. Les seves institucions són la presidència, la Kenésset (el parlament unicameral d'Israel), el govern (gabinet de ministres) i el sistema judicial. El sistema es basa en el principi de separació de poders, que el poder executiu depèn del vot de confiança del poder legislatiu (la Kenésset). La independència del poder judicial està garantida per llei. La població àrab, una important minoria des de la fundació de l'Estat, gaudeix de plena ciutadania israeliana des de 1952 i són electors i elegibles, encara que exempts del servei militar obligatori (excepte en el cas dels drusos). Els drets de família són administrats pels diferents tribunals religiosos (jueus, islàmics, drusos i cristians), que tenen competència exclusiva sobre els matrimonis i la seva anul·lació. No existeix el matrimoni civil ni el divorci civil.

## Knéset
La Kenésset està formada per 120 diputats triats per sufragi universal i proporcional cada quatre anys. El Parlament tria al President de la República (un càrrec protocol·lari, no executiu) per a un sol període de set anys, exerceix el poder legislatiu i delega l'executiu en el primer ministre, que ha de ser un dels seus membres.

## President d'Israel
El President d'Israel (en hebreu: נשיא מדינת ישראל) (transliterat: Nasi Medinat Yisrael) és el Cap d'Estat d'Israel. Els presidents són escollits per la Kenésset per un període de set anys, i es limiten a servir només un termini constitucional.

## Primer ministre
El Primer ministre d'Israel (en hebreu: ראש הממשלה) (transliterat: Rosh HaMemshala) (en català: cap de govern) és el cap electe del govern israelià. Formalment és el president qui designa a un membre de la Kenésset (Parlament) perquè intenti formar govern (normalment, l'escollit és el líder del partit, o coalició de partits, més votat, però el president pot encarregar la formació de govern a qui consideri que té les majors possibilitats d'aconseguir la majoria mínima per governar).

## Tribunal Suprem
El Tribunal Suprem d'Israel (en hebreu: בית המשפט העליון) (transliterat: Bet HaMixpat HaElyon) és la màxima instància judicial de l'Estat d'Israel. Té la seu a Jerusalem, la capital del país. La seva competència territorial abasta tot l'Estat.